# 郑竹波
郑竹波（1921年—2023年10月28日），男，江苏丹阳人，中国人民解放军将领。

## 生平
抗日战争期间，担任新四军挺进纵队3支队8大队政治指导员。皖南事变后，曾任镇江县副县长，苏中第5分区丹北独立团政治处副主任、特务第3团政治处主任，华中第2分区特务营政治委员。第二次国共内战期间，任苏中军区政治部联络部科长，中共华中第2地委社会部科长，华中军区第2军分区溱潼独立团政治处主任，第三野战军29军86师258团副政治委员。
中华人民共和国成立后，先后任第29军86师258团政委，空军11师干部部部长、政委，空军27师政委，成都军区空军指挥所政治部主任，空军第8军副政委，成都军区空军指挥所政委。1983年，担任南京军区空军政委。

## 荣誉
1962年晋升为上校军衔。
曾荣获三级独立自由勋章、二级解放勋章和独立功勋荣誉章。